# H- en P-zinnen
De H- en P-zinnen zijn teksten en bijbehorende symbolen die volgens de voorschriften van GHS op verpakkingen van alle gevaarlijke substanties voor moeten komen. H-zinnen zijn Hazard statements en geven dus gevaren aan; P-zinnen zijn Precautionary statements en geven dus voorzorg (preventie) aan. Zie de Lijst van H- en P-zinnen.
Gevaarlijke stoffen of mengsels moeten ingedeeld worden in een of meer gevarenklassen die elk een pictogram, een signaalwoord, bijhorende gevarenaanduidingen (H-zinnen) en voorzorgsmaatregelen (P-zinnen) moeten hebben.
De H- en P-zinnen op de etikettering zijn sedert 1 december 2010 wereldwijd verplicht voor zuivere stoffen en sedert 1 juni 2015 voor mengsels. In Europa vervangen ze de vroegere R- en S-zinnen.
Bovenop de door de GHS vereiste H-zinnen zijn enkele door de Europese Unie aanvullend verplicht gestelde zinnen in de lijst met H-zinnen opgenomen. Die worden aangeduid als EUH-zinnen. De meeste van deze EUH-zinnen zijn ontstaan uit equivalente R- en S-zinnen.

## Voorbeeld
Voor een instabiele ontplofbare stof is het GHS-pictogram  GHS01 (ontploffing), het signaalwoord Gevaar, de gevarenaanduiding H200 (Instabiele ontplofbare stof), en de voorzorgsmaatregelen:
- P201 - "Alvorens te gebruiken de speciale aanwijzingen raadplegen."
- P202 - "Pas gebruiken nadat u alle veiligheidsvoorschriften gelezen en begrepen heeft."
- P273 - "Voorkom lozing in het milieu."
- P281 - "De nodige persoonlijke beschermingsuitrusting gebruiken."
- P372 - "Ontploffingsgevaar in geval van brand."
- P373 - "Niet blussen wanneer het vuur de ontplofbare stoffen bereikt."
- P380 - "Evacueren."
- P401 - "... bewaren."
- P501 - "Inhoud/verpakking afvoeren naar..."

Uitzondering zijn sommige categorieën met weinig gevaar, waarvoor geen aanduidingen op het etiket vereist zijn. Voorbeeld: "ontplofbare stoffen, subklasse 1.6" of "zelfontledende stoffen en mengsels, type G".

## Wegvervoer
Het wegvervoer in Europa gebruikt op de buitenkant van voertuigen de ADR-gevarenklassen en -labels. Dit staat los van de GHS en heeft een andere classificatie en andere symbolen. 